# Distretto di Menderes
Il distretto di Menderes (in turco Menderes ilçesi) è uno dei distretti della provincia di Smirne, in Turchia.